# Deben (rejon sielengiński)
Deben (ros. Дэбэн) – wieś (ułus) w Rosji, w Buriacji, w rejonie sielengińskim. W 2010 liczyła 158 mieszkańców.